# Nikoleika
Nikoleika (en griego: Νικολαίϊκα) es una localidad del municipio de Diakoptó, Acaya, Grecia. Se encuentra en la costa del Golfo de Corinto, a 1 km al este de Rizómilos, a 5 km al oeste de Diakopto y a 7 km al sureste de Aigio. 
La carretera nacional griega 8A (Patras - Aigio - Corinto) pasa al sur del pueblo.

## Población
| Year | Population |
| ---- | ---------- |
| 1981 | 453        |
| 1991 | 458        |
| 2001 | 429        |
| 2011 | 438        |
| 2021 | 368        |

## Templo del periodo geométrico
En su término se ha localizado y se está excavando un yacimiento arqueológico, que incluye un templo del periodo geométrico y restos de un santuario de época arcaica. El templo del periodo geométrico (siglo VIII a. C.) se ha excavado en su mitad este, donde se encuentra la entrada, que incluye un porche absidal; la mitad oeste está aún sin excavar. Se han encontrado numerosos exvotos de pequeño tamaño de ruedas de carro, lo que sugiere que se trata de un templo dedicado a Poseidón, el dios que, según la creencia de la época, provocaba los terremotos viajando montado en su carro. La excavación está siendo dirigida por las arqueólogas griegas Erofili Kolia y Anastasia Gadolu.